# Corregistro
Corregistro es un tipo de campaña de mercadotecnia en línea que consiste en la captación de bases de datos (generalmente como mínimo correos electrónicos) a través de formularios web donde el usuario acepta expresamente registrarse en la página que está navegando y en otros anunciantes que patrocinan ese espacio.
De esta forma, el usuario se registra simultáneamente en varios servicios rellenando un solo formulario, compartiendo ese registro entre varias empresas.
Es una modalidad de generación de ingresos importante para un sitio en línea, quienes explotan el registro en tantas veces como anunciantes se suscriba el usuario y de captación de listas de correos electrónicos para los anunciantes, de forma que es posible crear una base de datos cualificada fácilmente para ofrecer sus servicios.
Existen dos modelos de beneficio económico para el propietario de la página que genera los corregistros. El primero sería un precio fijo por cada uno de los contactos conseguidos, y en el segundo el propietario no percibe un precio por unidad conseguida, sino que recibe un porcentaje de los ingresos que ese contacto genere a la otra empresa, a lo largo del tiempo.